# Renato Marsiglia
Renato Marsiglia (Rio Grande, 3 giugno 1951) è un ex arbitro di calcio e opinionista brasiliano.

## Carriera
Internazionale dal 1990 al 1994, fu selezionato per il Campionato mondiale di calcio 1994 vincendo la concorrenza del connazionale Márcio Rezende, in cui arbitrò Belgio-Paesi Bassi, durante la fase a gruppi, e l'ottavo di finale Arabia Saudita-Svezia.
In carriera ha preso parte anche a due edizioni del Campionato mondiale di calcio Under-20 (nel 1991 in Portogallo e nel 1993 in Australia).
Attualmente è opinionista presso l'emittente Rede Globo.
Ha pubblicato un libro, intitolato Por dentro da Copa, edito da Editora Tchê